# Paint
Paint (in precedenza chiamato Paintbrush) è un programma di grafica semplice, fornito assieme a tutte le versioni di Windows, il sistema operativo commercializzato da Microsoft. La sua prima versione risale al 1985. Il 24 luglio 2017 Microsoft annuncia che Paint non sarà più presente in Windows, tuttavia sarà ancora possibile scaricarlo dallo store. Nonostante ciò, rimase fissa anche sulla versione successiva all'annuncio dell'abbandono (Windows 11), compresa di aggiornamento.

## Descrizione
Questo programma permette di aprire e modificare immagini con formato BMP, bitmap (a 24 bit, 256 colori, 16 colori, e monocromatiche), JPEG, GIF, PNG, e TIFF.
Le versioni più vecchie di Paint non permettono di aprire immagini PNG, ma solamente JPG, GIF, TIFF, e ovviamente Bitmap BMP con un filtro grafico per ogni formato. Al contrario, le nuove versioni non aprono più i formati invece supportati in PaintBrush di Windows 3.x e utilizzato con le versioni 1 e 2 sotto Windows (come PCX e Bitmap RLE).
Esiste inoltre una versione di Paint per palmari e Pocket PC Windows CE chiamata PPAINT (Portable Paint), con funzionalità limitate rispetto alla controparte desktop (vedi la mancanza di ripristina e controllo colori oltre a quelli proposti)
Nel 2009, con il sistema operativo Windows 7, Paint ha ricevuto una consistente modifica grafica con l'implementazione ribbon che troviamo anche in Office 2007.
Nel 2021, con il sistema operativo Windows 11, Paint ha ricevuto un'ulteriore consistente modifica grafica, con la revisione dello stile (in abbinamento a quello di Windows 11) e la revisione degli oggetti presenti, nonché l'aggiunta di qualche funzionalità.
Il programma dispone di una modalità colore e una modalità monocromatica (ciò vuol dire che le scale non vengono più usate). Per queste, bisogna utilizzare la modalità colore. In modalità monocromatica, le scale di grigio sono simulate da una concentrazione più o meno elevata di punti neri.
Tuttavia, non c'è nessuna opzione che permette di convertire le scale di grigio in immagini B/N. Quando si ha un'immagine in modalità scala di grigi, il programma si avvia automaticamente in modalità colore.

### Strumenti e funzioni
Le nuove versioni di Paint permettono all'utente di selezionare tre colori contemporaneamente: il primo colore con il tasto sinistro del mouse (colore del tracciato principale), il secondo con il tasto destro (colore di sfondo), e il terzo premendo CTRL e cliccando con il pulsante sinistro o destro del mouse (ma per altri strumenti oltre al tracciato si può usare solo il pulsante sinistro con CTRL). Il sistema di selezione del terzo colore sembra essere presente anche in versioni più vecchie, anche se disattivato o mal sfruttato.
Il programma dispone delle seguenti opzione sul pannello degli strumenti: Selezione parte, selezione, cancella/cancella colore, riempi, scegli colore, ingrandisci, matita, pennello, aerografo, testo, linea, curva, rettangolo, poligono, ellisse e rettangolo arrotondato. Paint non può generare sfumature di colore.
Nel menu immagine si trova: capovolgi/ruota, allunga/inclina, inverti colori, attributi, cancella immagine e opaco.
Il menù colori permette all'utente di modificare i colori (è la sola opzione di questo menu). La finestra di dialogo modifica colori mostra una palette di 48 colori predefiniti e 16 spazi per i colori personalizzati. Cliccando su definisci colori personalizzati appare un riquadro con le varie sfumature di colore, selezionabili col cursore del mouse, oppure mediante la definizione di Tinta/Saturazione/Luminosità, oppure con i valori di rosso, verde e blu (RGB).
Questa gamma di colori corrisponde a una variazione di tinta sull'asse orizzontale e a una variazione della saturazione sull'asse verticale. È accompagnata da una barra laterale per il controllo della luminosità.
I colori sono di default sono i seguenti: nero, bianco, grigio, Grigio chiaro, bordeaux, rosso, verde oliva, giallo, verde scuro, verde, blu-grigio, celeste, blu marino, blu, viola, fucsia, giallo-grigio, giallo paglierino, verde bottiglia, verde pastello, turchese, azzurrino, blu notte, lilla, magenta, marrone e rosa carne.
È anche disponibile un'ulteriore gamma di colori.
Paint dispone anche di altre funzioni:
per la modalità seleziona, l'utente può selezionare una zona dell'immagine, mantenendo premuto il tasto CTRL, e muovere la selezione su un'altra zona dell'immagine. Questo permette di creare una copia della selezione piuttosto che tagliarla. L'operazione può essere ripetuta tutte le volte necessarie, fino a quando CTRL è mantenuto premuto.
La funzione traccia funziona alla stessa maniera, ma si utilizza ⇧ Maiusc invece di CTRL.
L'utente può disegnare delle linee dritte orizzontali, verticali o diagonali con un pennello standard, senza aver lo stesso bisogno della funzione Linee. È sufficiente tenere premuto ⇧ Maiusc e muovere il pennello.
Oltre ciò, è possibile aumentare (CTRL++) o diminuire (CTRL+-) lo spessore della linea mentre viene disegnata. È una tecnica per i meno esperti.